# تابع رفاه اجتماعی
تابع رفاه اجتماعی ضابطه یا روشی است که به‌وسیلهٔ آن می‌توان ترجیحات تمام افراد را در قالب یک ترجیح اجتماعی جمع یا به عبارت بهتر ترکیب کرد. یعنی اگر بدانیم تمام افراد چگونه تخصیص‌های متفاوت را رتبه‌بندی می‌کنند، می‌توانیم با استفاده از این تابع این اطلاعات را برای رتبه‌بندی اجتماعی تخصیص‌های متفاوت استفاده کنیم. همان‌طور که به‌نظر می‌رسد این یک مسئلهٔ تصمیم‌گیری اجتماعی در کلی‌ترین سطح خودش می‌باشد.

## پیش‌درآمد
می‌دانیم تخصیصی بهینه پارتو خواهد بود که نتوان به‌وسیلهٔ بازتوزیع منابع گروهی از مردم را در وضعیت بهتری قرار داد بدون اینکه به سایر مردم صدمه‌ای برسد، ولی در میان تخصیص‌های پارتو فراوانی که ممکن است وجود داشته باشند، جامعه چگونه میان آنها انتخابی خواهد داشت؟ در واقع مفهوم بهینه پارتو چیزی نسبت به توزیع رفاه بین مردم بیان نمی‌کند و برای جمع کردن مطلوبیت‌های متفاوت افراد باید از ابزار دیگری به نام تابع رفاه اجتماعی استفاده کنیم. به طور کلی این تابع روشی برای مرتب کردن توزیع متفاوت مطلوبیت مصرف‌کنندگان است بنابراین قبل از اینکه کاربرد این مفهوم را بررسی کنیم بهتر است به‌وسیلهٔ چند مثال ببینیم که چه‌طور ترکیب ترجیحات فردی مصرف‌کنندگان در قالب یک ترجیح اجتماعی امکان‌پذیر است.

## چند مثال از توابع رفاه اجتماعی
تابع رفاه اجتماعی را با نماد {\displaystyle W} نشان می‌دهیم. یک شکل خاص از این تابع حاصل جمع توابع مطلوبیت افراد می‌باشد:
```
 

  

    

      

        
W

        
(

        

          
U

          

            
1

          

        

        
,

        
⋯

        
,

        

          
U

          

            
n

          

        

        
)

        
=

        

          
U

          

            
1

          

        

        
+

        
⋯

        
+

        

          
U

          

            
n

          

        

      

    

    
{\displaystyle W(U_{1},\cdots ,U_{n})=U_{1}+\cdots +U_{n}}

  

```

که در آن از {\displaystyle U_{i}} برای نشان دادن مطلوبیت فرد {\displaystyle i} از یک تخصیص مانند {\displaystyle x} استفاده می‌کنیم و {\displaystyle n} تعداد افراد جامعه است.
این رابطه با عنوان تابع رفاه بنتامایت یا یوتیلیترین (Utilitarian) شناخته می‌شود. این رویکرد تفاوتی بین انتقال رفاه از فقیر به غنی و بر عکس قائل نیست چرا که سطح ثروت اولیهٔ افراد را در نظر نمی‌گیرد و مادامی که مجموع مطلوبیت افراد افزایش یابد هر نوع توزیع درآمد/ثروتی قابل قبول می‌باشد. یعنی اگر وضع مالیات بر فقیر و توزیع آن به ثروتمند باعث افزایش مطلوبیت ثروتمند شود، به شکلی که کاهش مطلوبیت فقیر را جبران کند، از دید یوتیلیترانیسم انتظار داریم که جامعه این انتقال ثروت را بپزیرد. چراکه در این رویکرد مجموع مطلوبیت است که اهمیت دارد و در اثر این انتقال، افزایش مطلوبیت نزد غنی به قدری بوده است که کاهش آنرا نزد فقیر خنثی کرده و مجموع مطلوبیت جامعه را افزایش می‌دهد. پیشگامان این رویکرد دیوید هیوم، جرمی بنتام و جان استوارت میل می‌باشند.
یکی دیگر از توابع رفاه اجتماعی، تابع رفاه اجتماعی برنولی-نش می‌باشد:
```

  

    

      

        
W

        
(

        

          
U

          

            
1

          

        

        
,

        
⋯

        
,

        

          
U

          

            
n

          

        

        
)

        
=

        

          
U

          

            
1

          

        

        
∗

        
⋯

        
∗

        

          
U

          

            
n

          

        

      

    

    
{\displaystyle W(U_{1},\cdots ,U_{n})=U_{1}*\cdots *U_{n}}

  

```

تابع برنولی-نش اهمیت زیادی به برابری توزیع ثروت می‌دهد چرا که رفاه اجتماعی را حاصلضرب مطلوبیت تک تک افراد جامعه می‌داند و بنابراین انتقال ثروت از فقیر به غنی تنها در صورتی قابل پذیرش است که افزایش مطلوبیت نزد ثروتمند بسیار بسیار زیاد باشد، چرا که در این مدل indifference curve جامعه بر خلاف مدل یوتیلیترین خطی نبوده و به شکل منحنی است. از آنجایی که بیشینهٔ این تابعِ حاصلضرب، در صورتی حاصل می‌شود که تمام مضرب‌ها (مطلوبیت‌ها) برابر باشند، این مدل گرایش شدیدی به برابری توزیع ثروت و درآمد برای افزایش رفاه اجتماعی دارد و از افزایش مالیات ثروتمندان و بازتوزیع آن بین فقرا حمایت می‌کند.
تابع رفاه جالب دیگر تابع رفاه اجتماعی رالزین یا مینیماکس است:
```

  

    

      

        
W

        
(

        

          
U

          

            
1

          

        

        
,

        
⋯

        
,

        

          
U

          

            
n

          

        

        
)

        
=

        
min

        

          
{

          

            

              
U

              

                
1

              

            

            
,

            
⋯

            
,

            

              
U

              

                
n

              

            

          

          
}

        

      

    

    
{\displaystyle W(U_{1},\cdots ,U_{n})=\min \left\lbrace U_{1},\cdots ,U_{n}\right\rbrace }

  

```

این تابع رفاه بیان کنندهٔ آن است که رفاه اجتماعی یک تخصیص فقط بستگی به رفاه فرد دارای حداقل مطلوبیت دارد و معتقد است که مطلوبیت کل جامعه فقط در صورتی افزایش میابد که مطلوبیت افراد دارای حداقل مطلوبیت افزایش یابد.

## رای‌گیری اکثریت به‌عنوان تابع رفاه اجتماعی و نواقص آن
یک روش برای جمع کردن ترجیحات افراد آنست که از رای‌گیری استفاده کنیم. برای مثال می‌توانیم فرض کنیم که اگر اکثریت افراد تخصیص x را بر تخصیص y ترجیح دهند آنگاه x بر y از نظر اجتماعی ترجیح دارد. برای نشان دادن مشکلی که ممکن است به وجود بیاید حالت زیر را در نظر می‌گیریم؛ در اینجا رتبه‌بندی سه تخصیص y, x و z را به‌وسیلهٔ جدول زیر نمایش داده‌ایم، بعضی از افراد تخصیص x را به y و بعضی دیگر y را به z و اکثریت افراد z را به y ترجیح می‌دهند.

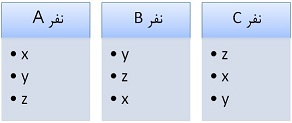
ترجیحات افراد در رای‌گیری اکثریت بین سه تخصیص y, x و z؛ به ترتیب از بالا به پایین

در ادامه نشان می‌دهیم که جمع کردن ترجیحات افراد از طریق رای‌گیری اکثریت عملی نیست؛ ابتدا مقایسهٔ دو تخصیص x و y را در نظر می‌گیریم، در مرحلهٔ بعد برندهٔ این مقایسه باید در مقابل z قرار بگیرد. چون اکثریت افراد x را به y ترجیح می‌دهند دومین مقایسه بین x و z خواهد بود بود و نتیجه z خواهد بود. اما اگر آنها در ابتدا برای رای‌گیری تخصیص z را در مقابل x قرار دهند و در مرحلهٔ بعد برندهٔ این رای‌گیری در مقابل y بایستد چه می‌شود؟ حال تخصیص z برندهٔ اولین رای‌گیری خواهد بود، ولی y در دومین رای‌گیری z را شکست می‌دهد، بنابراین اینکه کدام پیامد برندهٔ نهایی است بستگی به ترتیبی دارد که در آن انواع راه حل برای رای‌گیرندگان نشان داده می‌شود.

نوع دیگر رای‌گیری این است که به تعداد تکرارهای هر تخصیص رای بدهیم. در اینجا هر فردی کالاها را برحسب ترجیحاتش رتبه‌بندی می‌کند و عددی را برای رتبه‌بندی‌اش مشخص می‌کند؛ مثلاً ۱ به بهترین و ۲ به دومین و همین‌طور الی آخر. در نهایت امتیازات هر تخصیص را برای تمام افراد جامعه جمع می‌کنیم تا امتیاز کلی هر تخصیص به دست آید و اگر پیامدی کمترین امتیاز را داشته باشد آنگاه از نظر اجتماعی ترجیح دارد.
برای نشان دادن مشکلی که در اینجا ممکن است حالت زیر را در نظر بگیرید، در جدول قبل یک نظم ترجیحات ممکن بین سه نوع تخصیص x, y و z و به‌وسیلهٔ دو نفر A و B آورده شده‌است.
فرض کنید که در ابتدا فقط دو انتخاب x و y در دسترس باشد. فرد A به تخصیص x رتبهٔ ۱ و به تخصیص y رتبهٔ ۲ می‌دهد. در مورد فرد B برعکس این اتفاق می‌افتد، از این‌رو نتیجهٔ رای‌گیری برای هر دو تخصیص ۳ می‌باشد.
حال فرض کنید که z به رای‌گیری اضافه شود. فرد A امتیاز ۱ را به x و ۲ را به y و ۳ را به z بدهد و فرد B امتیاز ۱ را به y و ۲ را به z و ۳ را به x بدهد. این مطلب بدین معنی است که حال x رتبهٔ کلی ۴ و y رتبه کلی ۳ را دارد و بنابراین در این حالت y بر x براساس رای‌گیری رتبه‌بندی تنظیم شده ارجح می‌باشد.
مشکل رای‌گیری اکثریت و رای‌گیری براساس تکرار این است که نتایج هر دوی آن‌ها می‌تواند بوسیلهٔ افراد زیرک تحت تأثیر قرار بگیرد، رای‌گیری اکثریت را می‌توان با تغییر ترتیبی که به تخصیص‌ها رای داده شده‌است دستکاری کرد به نحوی که منجر به پیامد مورد نظر بشود. رای‌گیری براساس تکرار را هم می‌توان با معرفی تخصیص‌های جدید که منجر به تغییر در رتبه‌بندی نهایی تکرارهای مربوطه می‌شود جابه‌جا کرد.
به طور طبیعی این سؤال مطرح است که آیا مکانیزم‌های تصمیم‌گیری‌های اجتماعی وجود دارد که از این دستکاری‌ها مصون بماند؟ آیا روش‌هایی وجود دارد که ترجیحات را جمع‌بندی کنیم به نحوی که نواقص فوق را نداشته باشند؟
حال چیزهایی را که می‌خواهیم سازوکار تصمیم‌گیری اجتماعی انجام دهد را فهرست‌وار متذکر می‌شویم:

۱. با مشخص‌بودن هر مجموعهٔ کامل، انعکاس‌پذیر و انتقال‌پذیر ترجیحات فردی، مکانیزم تصمیم‌گیری اجتماعی باید به ترجیحات اجتماعی که همان خواص را دارند منجر گردد.

۲. اگر همهٔ افراد تخصیص x را بر y ترجیح دهند آنگاه ترجیح اجتماعی نیز باید x را بر y ترجیح دهد.

۳. ترجیحات بین x و y فقط باید به این ارتباط داشته باشد که مردم چگونه تخصیص x را در مقابل y رتبه‌بندی می‌کنند نه اینکه چطور تخصیص‌های دیگر را رتبه‌بندی می‌کنند.

با وجود اینکه این سه شرط کاملاً منطقی به نظر می‌رسند پیدا کردن مکانیزمی که در هر سه شرط صدق کند کاملاً مشکل است، در ادامه نتیجهٔ قابل توجهی را که کنت ارو این مورد اثبات کرده‌است را بیان می‌کنیم.

### نظریه عدم امکان‌پذیری ارو
نظریه عدم امکان‌پذیری ارو: اگر یک مکانیزم تصمیم‌گیری اجتماعی سه خاصیت مطلوب سازوکار تصمیم‌گیری اجتماعی را داشته باشد آنگاه این مکانیزم باید یک دیکتاتوری باشد و در واقع تمام رتبه‌بندی اجتماعی رتبه‌بندی یک نفر خواهد بود.

این نتیجه کاملاً تعجب‌آور است زیرا بیان می‌کند که خصوصیات مورد نیاز تصمیم‌گیری اجتماعی با دموکراسی تناقض دارد و روش کاملی برای تصمیم‌های اجتماعی وجود ندارد و اگر بخواهیم روش کاملی برای جمع‌بندی ترجیحات اجتماعی پیدا کنیم باید از یکی از خواص مکانیزم تصمیم‌گیری اجتماعی در قضیهٔ ارو صرف نظر کنیم. به علاوه این قضیه نشان می‌دهد که روش ایده‌آلی برای جمع‌کردن ترجیحات افراد و تبدیل آن به ترجیحات اجتماعی وجود ندارد، با این وجود اقتصاددانان غالباً توابع رفاه را به طرق مختلف برای قضاوت در مورد توزیع‌های مختلف استفاده می‌کنند.

## حداکثر کردن رفاه
زمانی که تابع رفاهی داشته باشیم می‌توانیم حداکثر کردن رفاه را بررسی کنیم. فرض می‌کنیم از نماد {\displaystyle x_{i}^{j}}
برای مشخص کردن اینکه فرد {\displaystyle i} چقدر کالای {\displaystyle j} را دارد استفاده کنیم، و فرض می‌کنیم که {\displaystyle n} مصرف‌کننده و {\displaystyle k} کالا وجود دارد. آنگاه تخصیص {\displaystyle x} معرف فهرستی از این است که هر فردی چقدر از هر کالا دارد.
اگر مقدار کل {\displaystyle X^{1},\cdots ,X^{k}} از کالاهای ۱ تا {\displaystyle k} بین مصرف‌کنندگان توزیع شده باشد می‌توانیم مسئله حداکثر کردن رفاه را به شکل زیر مطرح کنیم:
```

  

    

      

        
max

        
W

        
(

        

          
u

          

            
1

          

        

        
(

        
x

        
)

        
,

        
⋯

        
,

        

          
u

          

            
n

          

        

        
(

        
x

        
)

        
)

      

    

    
{\displaystyle \max W(u_{1}(x),\cdots ,u_{n}(x))}

  

  

    

      

        
s

        
.

        
t

        
.

        

          
∑

          

            
i

            
=

            
1

          

          

            
n

          

        

        

          
x

          

            
i

          

          

            
1

          

        

        
=

        

          
X

          

            
1

          

        

      

    

    
{\displaystyle s.t.\sum _{i=1}^{n}x_{i}^{1}=X^{1}}

  

     

  

    

      

        
⋮

      

    

    
{\displaystyle \vdots }

  

  

    

      

        

          
∑

          

            
i

            
=

            
1

          

          

            
n

          

        

        

          
x

          

            
i

          

          

            
1

          

        

        
=

        

          
X

          

            
k

          

        

      

    

    
{\displaystyle \sum _{i=1}^{n}x_{i}^{1}=X^{k}}

  

```

با استفاده از این مسئلهٔ بیشینه‌سازی تخصیص ممکنی را که رفاه اجتماعی را حداکثر می‌کند پیدا می‌کنیم. در مورد مهم‌ترین خصوصیات این تخصیص می‌توان گفت تخصیص رفاه حداکثر باید یک تخصیص بهینهٔ پارتو باشد. اثبات بسیار ساده‌است: فرض کنید چنین نباشد، آنگاه تخصیص ممکن دیگری وجود خواهد داشت که حداقل به هرکسی به همان اندازه مطلوبیت برسد و فرد دیگری مطلوبیت کاملاً بزرگتری داشته باشد؛ ولی تابع رفاه یک افزاینده نسبت به مطلوبیت فرد می‌باشد. از این‌رو این تخصیص جدید باید رفاه بالاتری داشته باشد، که با فرضی که در ابتدا داشتیم یعنی حداکثر رفاه، تناقض دارد.

تا زمانی که تابع رفاه نسبت به مطلوبیت هریک از افراد صعودی باشد حداکثر رفاه بهینهٔ پاراتو خواهد بود، به‌علاوه هر تخصیص کارای پاراتو را می‌توان یک نوع حداکثرسازی تابع رفاه در نظر گرفت.

## توابع رفاه اجتماعی بر اساس فردگرایی
تاکنون ترجیحات افراد به عنوان تابعی از تمام تخصیص‌ها در نظر گرفته‌ایم ولی این امکان وجود دارد که افراد فقط به سبد خودشان توجه کنند.
در این حالت می‌توانیم از نماد {\displaystyle x_{i}} برای سبد مصرفی فرد {\displaystyle i} استفاده کنیم، و فرض کنیم {\displaystyle u_{i}(x)} سطح مطلوبیت فرد {\displaystyle i} باشد. آنگاه تابع رفاه اجتماعی شکل زیر را خواهد داشت:
```
 

  

    

      

        
W

        
(

        

          
u

          

            
1

          

        

        
(

        

          
x

          

            
1

          

        

        
)

        
,

        
⋯

        
,

        

          
u

          

            
n

          

        

        
(

        

          
x

          

            
n

          

        

        
)

        
)

      

    

    
{\displaystyle W(u_{1}(x_{1}),\cdots ,u_{n}(x_{n}))}

  

```

این تابع رفاه مستقیماً تابعی از سطوح مطلوبیت افراد است و به طور غیر مستقیم تابعی از سبدهای مصرفی افراد می‌باشد این شکل خاص تابع رفاه، به عنوان تابع رفاه فردی یا تابع رفاه ساموئلسون—برگسون' نامیده می‌شود.
اگر مطلوبیت هر فردی فقط به مصرف خودش بستگی داشته باشد، آن‌وقت اثرات جانبی مصرفی وجود ندارد.

## تخصیص‌های عادلانه
روش تابع رفاه در کل روش خیلی کلی برای بیان رفاه اجتماعی است و به دلیل همین کلی بودن می‌تواند برای خلاصه‌کردن خصوصیات بسیاری از قضاوت‌های اخلاقی مورد استفاده قرار گیرد از سوی دیگر این روش در تصمیم اینکه ممکن است چه نوع قضاوت اخلاقی منطقی باشد کاربردی ندارد.

روش دیگر این است که با قضاوت‌های اخلاقی خاصی شروع کنیم و آنگاه کاربرد آنها را در توزیع اقتصادی بررسی کنیم. این روشی است که در تخصیص عادلانه انجام می‌گیرد یعنی با تعریفی از اینکه چه روشی عادلانه‌است تا سبد کالا تقسیم شود شروع می‌کنیم و آنوقت از اطلاعات خودمان در مورد تحلیل‌های اقتصادی برای بررسی آن استفاده می‌کنیم، ایدهٔ تخصیص عادلانه روش دیگری برای قضاوت دربارهٔ توزیع‌های اقتصادی است.
ابتدا چند مفهوم مورد استفاده در این مبحث را تعریف می‌کنیم؛ تخصیصی را متقارن می‌گوییم که هیچ فردی سبد مصرفی کالاهای فرد دیگر را بر سبد خودش ارجح نداند. اگر فرد i سبد مصرفی فرد j را ترجیح دهد آنگاه می‌گوییم که فرد i بر فرد j حسادت دارد. بالاخره اگر تخصیصی هم متقارن و هم بهینه پارتو باشد آن را تخصیص عادلانه می‌نامیم.
فرض کنید به شما کالایی داده شود که به‌طور عادلانه بین n نفر تقسیم کنید. چطور آن را انجام خواهید داد؟ شاید عاقلانه باشد بگوییم که در این مسئله اکثر مردم کالاها را به‌طور یکسان بین n نفر تقسیم می‌کنند. چه قضاوتی در خصوص تقسیم یکسان وجود دارد و ویژگی جذاب این نوع تقسیم چیست؟ یک ویژگی مطلوب متقارن بودن آن است؛ هر فردی سبد کالاهای یکسانی دارند و کالاهای افراد دیگر را به سبد خودش ترجیح نمی‌دهند، چون همهٔ آنها یک چیز است.
متأسفانه اگر افراد سلیقه‌های متفاوت داشته باشند تقسیم یکسان لزوماً یک بهینه پارتو نخواهد بود و افراد مسلماً تمایل به دوری از تقسیم یکسان دارند. فرض کنید این مبادله صورت بگیرد و ما را به یک تخصیص بهینه‌پارتو برساند، اکنون این سؤال ایجاد می‌شود که آیا وجود مبادله با شروع از نقطهٔ اولیه تقسیم یکسان بازهم ویژگی‌های تخصیص اولیه از جمله تقارن نقطهٔ اولیه را خواهد داشت؟
پاسخ این است؛ لزوماً خیر. به مثال زیر توجه کنید سه نفر B, A و C را در نظر بگیرید. A و B یک سلیقه و C سلیقهٔ متفاوتی دارد. از یک تقسیم یکسان شروع می‌کنیم و فرض می‌کنیم که A و C دست به دست هم بدهند و مبادله کنند. آنگاه مسلماً هر دو وضعیت بهتری خواهند داشت. حال B که فرصت مبادله را با C پیدا نکرده‌است به فرد A حسادت می‌کند یعنی او سبد A را برسبد خودش ارجح می‌داند. اگرچه A و B با یک تخصیص یکسان شروع کرده‌اند فرد A در مبادله‌اش خوشبخت‌تر بوده و این تقارن تخصیص اولیه را خراب می‌کند.
این بدان معنی است که مبادله اختیاری از تقسیم یکسان لزوماً تقارن نقطه شروع تقسیم یکسان را حفظ نمی‌کند. ممکن است سؤال کنیم که آیا تخصیصی وجود دارد که این تقارن را حفظ کند؟ آیا تخصیصی وجود دارد که همزمان پارتو و عادلانه باشد؟